# Boris Acquadro
Boris Acquadro, né le 18 juin 1929 à Genève et décédé le 9 juin 2005, est un journaliste sportif suisse.

## Biographie
Il passe son brevet d'instituteur en 1955. Sa carrière débute à la Télévision suisse romande (TSR) en 1954 comme pigiste, tout en continuant son métier d'enseignant jusqu'en 1962. En 1962, il devient chef du service des sports. Spécialiste de l'athlétisme et du ski de fond, il commente les Jeux olympiques à dix-huit reprises entre 1960 et 1992. Il est chef du département des sports de la TSR de 1962 à 1994 et président du groupe sport de l'Union européenne de radio-télévision de 1978 à 1998. Il prend sa retraite au printemps 1994, mais donne son dernier commentaire en 1995 lors de la finale du Grand Prix IAAF, qui se déroule à Monaco. Son successeur à la tête du service sport de la TSR est Jacques Deschenaux.
Son enthousiasme naturel contribue à populariser ces deux sports auprès du public de Suisse romande.
À la TSR, il présente l'émission d'actualité régionale Carrefour et anime des émissions historiques (il prépare une thèse de doctorat en histoire à cette période et en aura la responsabilité de 1971 à 1978). Acquadro collabore également au bi-hebdomadaire La Semaine sportive.